# SMS Tritone
SMS Tritone je bio brod austrijske carske i kraljevske ratne mornarice. Bila je to drvena austro-mletačka šebeka, 17. brod iz klase SMS Colloredo.
Sagrađen je na navozima brodogradilišta u Veneciji. U službu stavljen srpnja 1797. godine. Plovio je duž dalmatinske obale. Služio je za blokiranje ulasa u venecijansku luku 1805. godine. Predan je talijanskim saveznicima Napoleonove Francuske 19. siječnja 1806. godine.